# Чесменское сражение
Чесме́нское сраже́ние (тур. Çeşme Deniz Savaşı) — состоялось 24—26 июня (5—7 июля) 1770 года в Чесменской (тур. Çeşme [чеш’ме́]) бухте и возле нее, в том районе между западной оконечностью Анатолии и островом Хиос, который был местом предыдущих многочисленных военно-морских сражений между Османской империей и Венецианской республикой, между российским и турецким флотами. Сражение было частью Второго Пелопоннесского восстания 1769 года, предшественником последующей греческой войны за независимость (1821—1829) и важным эпизодом Русско-турецкой войны 1768—1774 годов.
7 июля — день победы России в сражении — является одним из дней воинской славы России.

## Предыстория

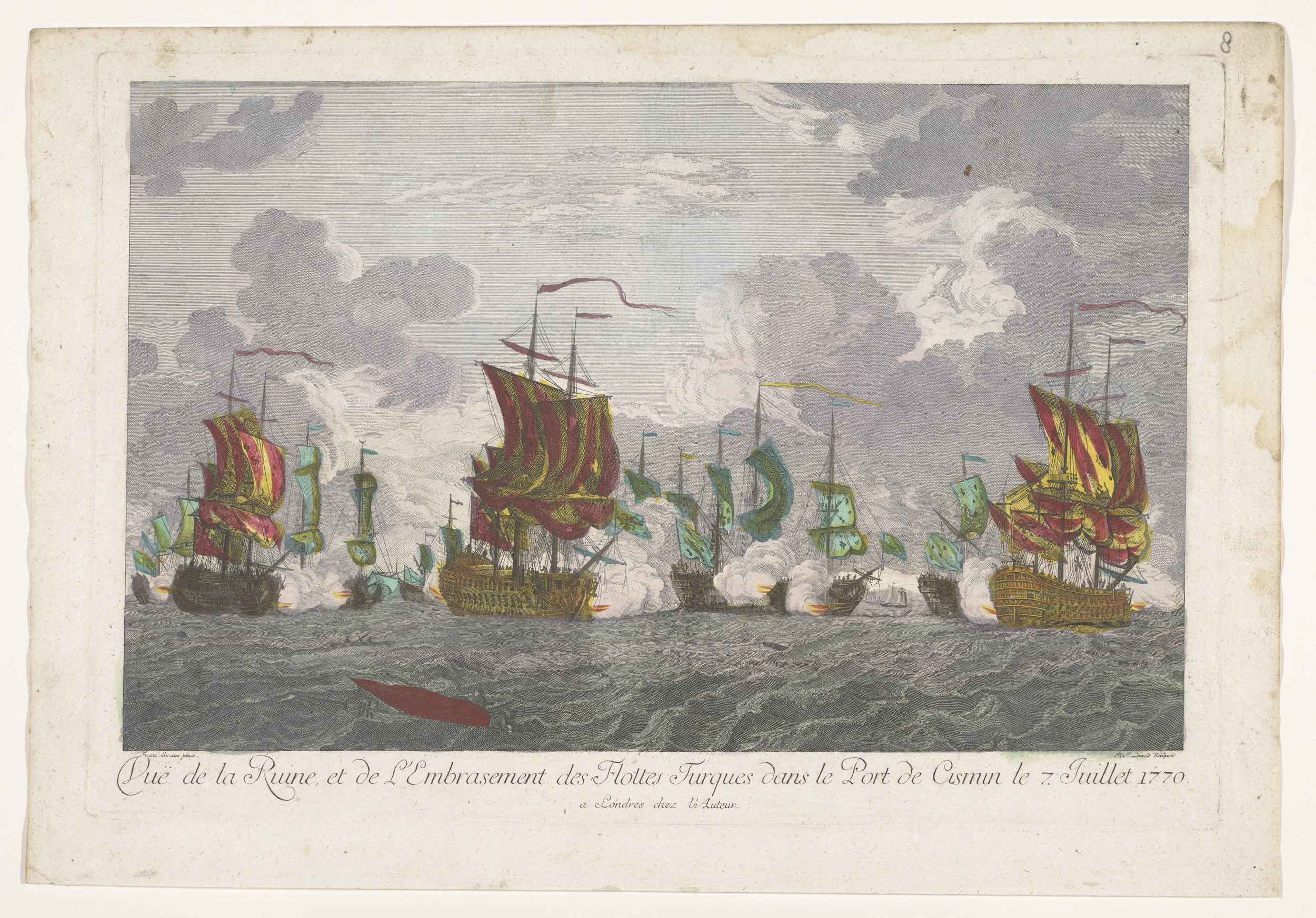
Чесменское сражение. Голландская акварель второй пол. XVIII века

После начала русско-турецкой войны в 1768 году Россия отправила несколько эскадр из Балтийского моря в Средиземное, чтобы отвлечь внимание турок от азовской флотилии (состоявшей тогда из 6 линейных кораблей) — так называемая Первая архипелагская экспедиция.
Две русские эскадры под командованием адмирала Григория Спиридова и контр-адмирала Джона Эльфинстона (командовал замыкающим дивизионом из трёх кораблей), объединённые под общим командованием графа Алексея Орлова, обнаружили турецкий флот на рейде Чесменской бухты (западное побережье Турции).

### Русский флот
Русский флот включал в себя 9 линейных кораблей, 3 фрегата, бомбардирский корабль «Гром», 17—19 вспомогательных судов и транспортов.
| Основные корабли | Пушки | Тип                         |
| --- | ----- | --------------------------- |
| Европа (a) | 66    | Линейный корабль            |
| Св. Евстафий(б) | 66    | Линейный корабль; взорвался |
| Три Святителя | 66    | Линейный корабль            |
| Св. Януарий | 66    | Линейный корабль            |
| Три Иерарха (в) | 66    | Линейный корабль            |
| Ростислав | 68    | Линейный корабль            |
| Не тронь меня | 66    | Линейный корабль            |
| Святослав (г) | 84    | Линейный корабль            |
| Саратов | 66    | Линейный корабль            |
| Прочие корабли | Пушки | Тип                         |
| Гром | 12    | Бомбардирский корабль       |
| Св. Николай | 38    | Фрегат                      |
| Африка | 32    | Фрегат                      |
| Надежда | 32    | Фрегат                      |
| Св. Павел | 8     | Пинка                       |
| Почтальон | 14    | Посыльное судно             |
| Граф Чернышёв (д) | 22    | Воор. торговое судно        |
| Граф Панин (д) | 18    | Воор. торговое судно        |
| Граф Орлов (д) | 18    | Воор. торговое судно        |
| ? (кап. Дагдейл) |       | Брандер; потоплен           |
| ? (кап. Мекензи) |       | Брандер; использован        |
| ? (кап. Ильин) |       | Брандер; использован        |
| ? (кап. Гагарин) |       | Брандер; потоплен           |
| Боевые корабли эскадры графа Орлова указаны розовым цветом, Спиридова — синим, Эльфинстона — жёлтым. (a) капитан Клокачёв; (б) флагманский корабль Спиридова, капитан Круз; (в) флагманский корабль Орлова, капитан С. Грейг; (г) флагманский корабль Эльфинстона; (д) английские суда, нанятые для поддержки флота |       |                             |

### Турецкий флот
Турецкий флот состоял из 16 линейных кораблей, в том числе 84-пушечного «Бурдж-у-Зафер» и 60-пушечного «Родоса», 6 фрегатов, 6 шебек, 13 галер и 32 малых судов. Корабли стояли на якоре в Хиосском проливе на расстоянии 0,5 мили от берега, построенными в две дугообразные линии из 10 и 6 линейных кораблей соответственно. Существуют различные мнения о том, могли ли корабли второй линии стрелять сквозь промежутки между кораблями первой или нет. Фрегаты, шебеки и другие малые суда находились позади. Флотом командовал капудан-паша Хасан-бей.

## Бой

### 24июня(5 июля), бой в Хиосском проливе

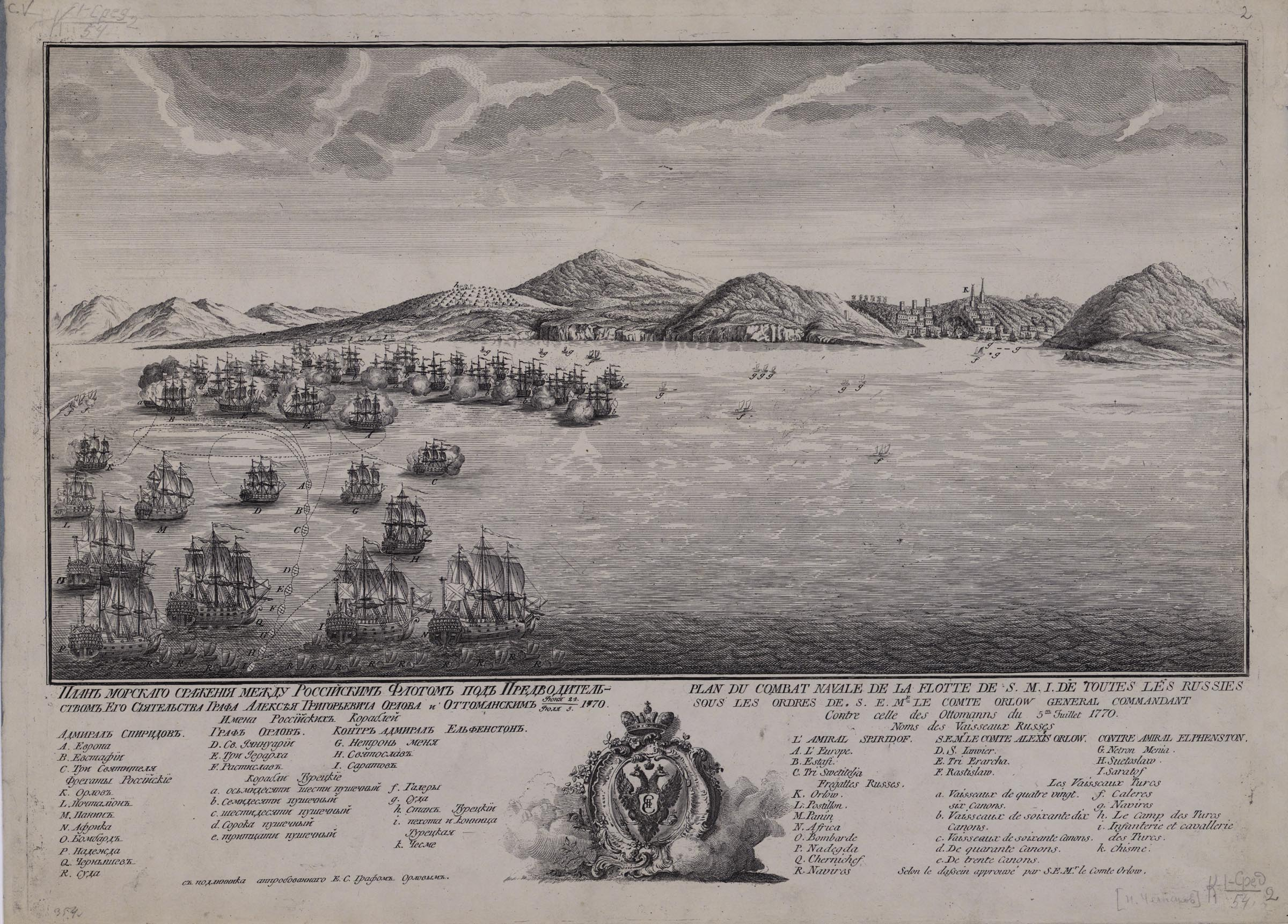
План морского сражения в Хиосском проливе. Рисунок XVIII века.

После согласования плана действий русский флот под всеми парусами подошёл к южному краю турецкой линии, а затем, развернувшись, начал занимать позиции против турецких судов. Турецкий флот открыл огонь в 11:30—11:45, с дистанции 3 кабельтова (560 м), российские корабли не отвечали, пока не приблизились к противнику для ближнего боя на дистанцию в 80 саженей (170 м) в 12:00. Манёвр не удался трём российским кораблям: «Европа» проскочил своё место, был повреждён и был вынужден развернуться и покинуть строй, встав позади «Ростислава», «Три Святителя» обогнул второй турецкий корабль с тыльной стороны, прежде чем смог стать в строй и был по ошибке атакован кораблём «Три Иерарха», а «Св. Януарий» был вынужден развернуться прежде, чем стал в строй.
Выход «Европы» из строя привёл к тому, что передовым кораблём российской эскадры стал «Св. Евстафий». На этот корабль был направлен огонь трёх турецких линейных кораблей (в том числе флагмана османского флота «Бурдж-у-Зафер» под командованием Гассан-паши). «Св. Евстафий» начал абордаж флагманского корабля османской эскадры, до того, как заметил на нём пожар. После того как горящая грот-мачта «Бурдж-у-Зафера» упала на палубу «Св. Евстафия», тот взорвался. Через 10—15 минут взорвался и турецкий флагман «Бурдж-у-Зафер». Адмирал Спиридов и граф Фёдор Орлов (брат командующего) покинули «Св. Евстафий» ещё до взрыва. Также в воде спасся после взрыва капитан «Св. Евстафия» Круз (англ. Kruse). Очень большая часть команды корабля погибла. Спиридов продолжил командование с корабля «Три Святителя».
К 14:00 турки обрубили якорные канаты и отступили в Чесменскую бухту под прикрытие береговых батарей.

### 25—26 июня(6—7 июля), бой в Чесменской бухте

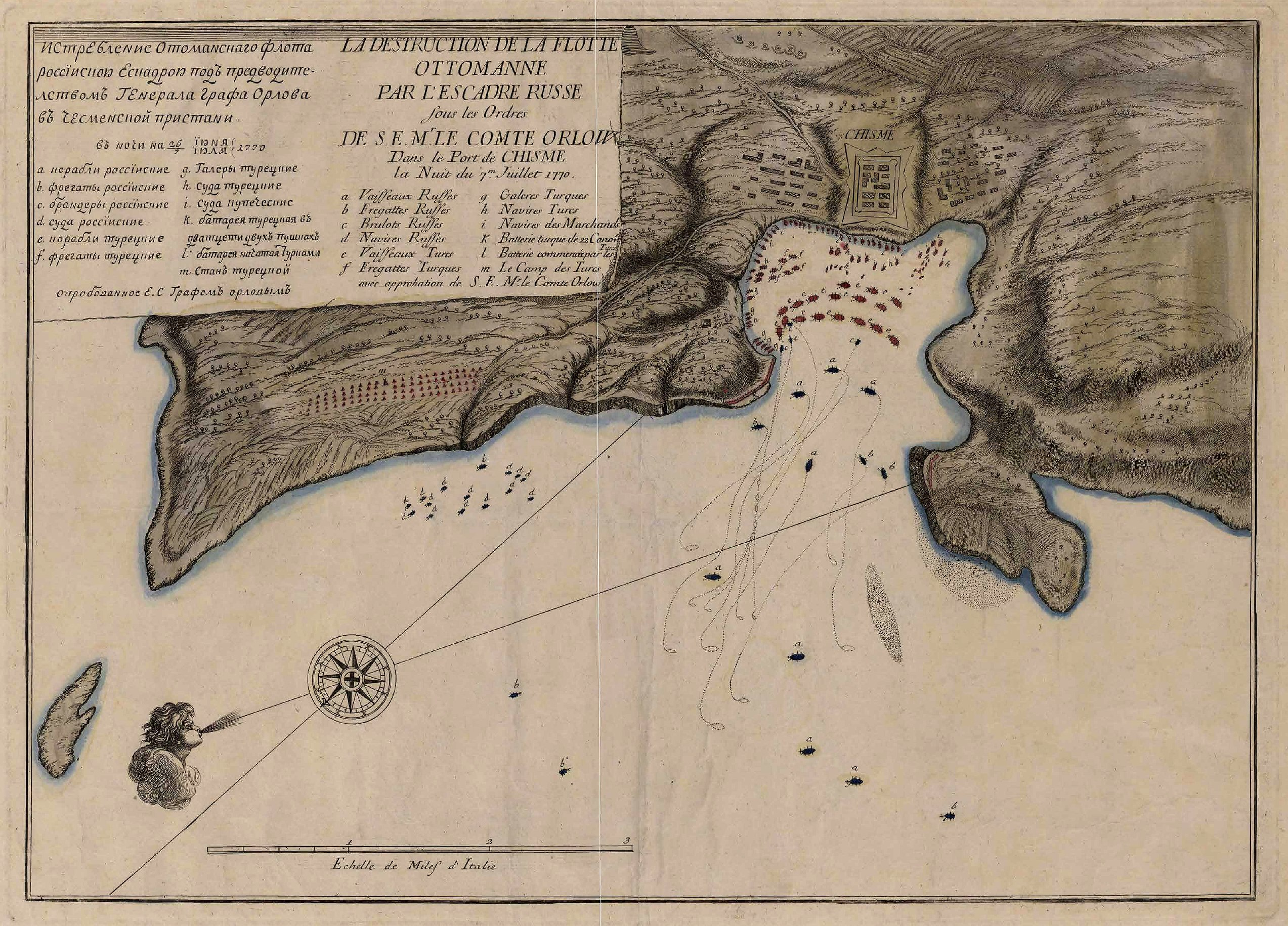
«Истребление Отоманскаго флота Российскою Ескадрою под предводителством Генерала Графа Орлова в Чесменской пристани в ночи на 26 июня (7 июля) 1770». Старинный план.

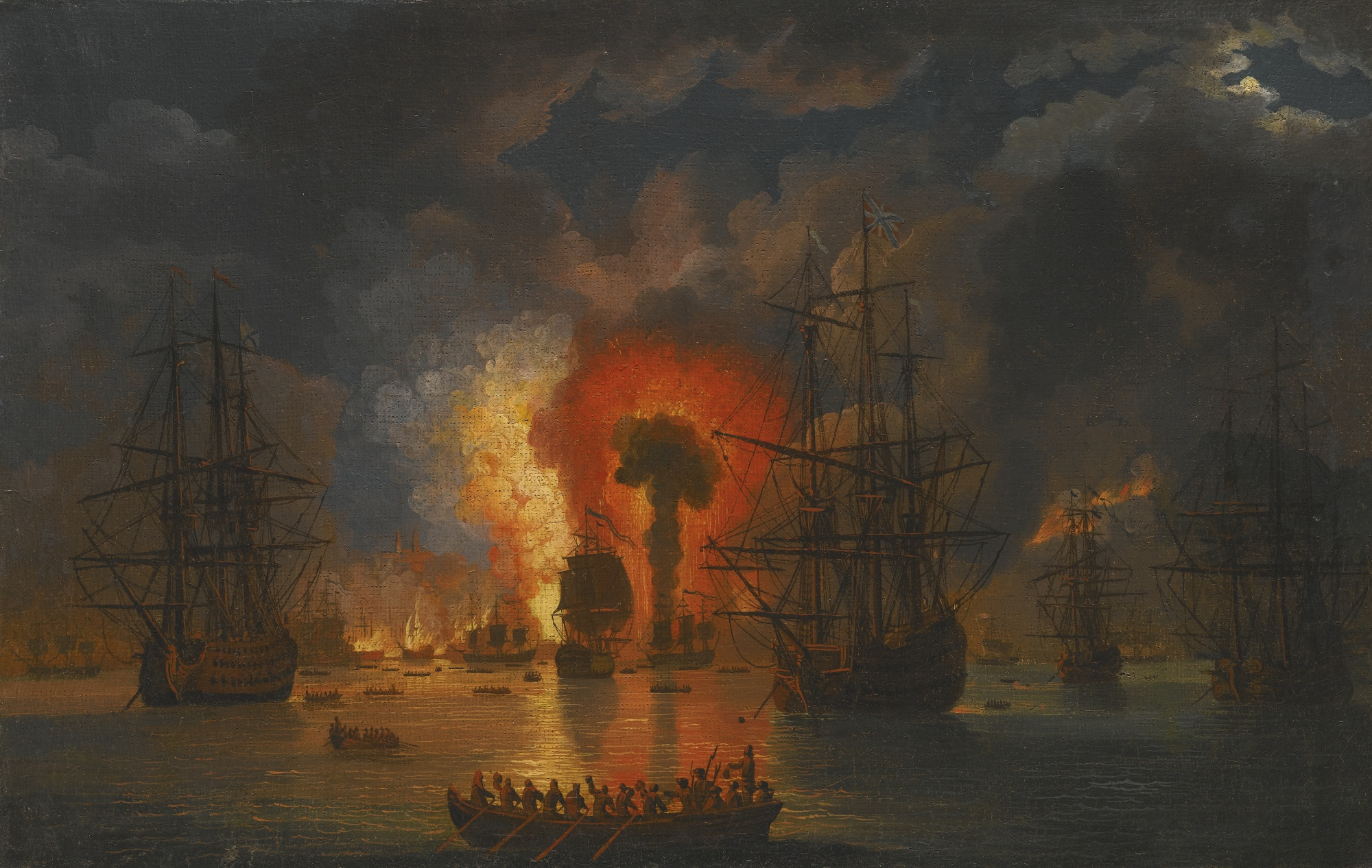
Картина Якоба Филиппа Хаккерта «Эпизод морского боя». На картине изображён взрыв турецкого корабля

В Чесменской бухте основные силы турецкого флота построились в две линии из 8 и 7 линейных кораблей соответственно, остальные заняли позицию между этими линиями и берегом. При этом первая линия заслонила русских от огня второй линии, а слишком тесное построение упростило задачу русской артиллерии и способствовало распространению пожаров от горящих обломков взорванных кораблей.
В течение дня 6 июля российские корабли обстреливали турецкий флот и береговые позиции. Из четырёх вспомогательных судов были сделаны брандеры.
В 17:00 бомбардирский корабль Гром стал на якорь перед входом в Чесменскую бухту и начал обстрел турецких судов. В 0:30 к нему присоединился линейный корабль Европа, а к 1:00 — Ростислав, в кильватере которого пришли брандеры.
Европа, Ростислав и подошедший Не тронь меня образовали линию с севера на юг и вступили в бой c турецкими кораблями, Саратов стоял в резерве, а Гром и фрегат Африка атаковали батареи на западном берегу бухты. В 1:30 или немного раньше (в полночь, согласно Эльфинстону), в результате огня Грома и/или Не тронь меня один из турецких линейных кораблей взорвался вследствие перехода пламени с горящих парусов на корпус. Огонь быстро распространился на другие корабли в бухте.
После взрыва в 2:00 второго турецкого корабля русские прекратили огонь, а в бухту вошли брандеры. Два из них под командованием капитанов Гагарина и Дагдейла (англ. Dugdale) туркам удалось расстрелять, один под командованием Томаса Маккензи (англ. Mackenzie) сцепился с уже горевшим кораблём, а один под командованием лейтенанта Д. Ильина сцепился с 84-пушечным линейным кораблём. Ильин поджёг брандер, а сам вместе с командой покинул его на шлюпке. Корабль взорвался и поджёг большинство оставшихся турецких кораблей. К 2:30 взорвались ещё 3 линейных корабля.
Около 4:00 российские корабли послали шлюпки с тем, чтобы спасти два ещё не горевших крупных судна, однако вывести удалось только одно из них — 60-пушечный Родос. С 4:00 до 5:30 взорвалось ещё 6 линейных кораблей, а в 7-м часу — одновременно 4. К 8:00 бой в Чесменской бухте был завершён.
С рассветом русский флот спустил шлюпки и произвёл сбор выживших турецких моряков, которые были высажены на берег и отпущены.

## Последствия сражения
После Чесменского сражения русскому флоту удалось серьёзно нарушить коммуникации турок в Эгейском море и установить блокаду Дарданелл.
Всё это сыграло важную роль при заключении Кючук-Кайнарджийского мирного договора.
По распоряжению Екатерины II для прославления победы был создан мемориальный Чесменский зал в петергофском Большом дворце (1778—1779). Были воздвигнуты 2 памятника этому событию — Чесменский обелиск в Гатчине (середина 1770-х годов) и Чесменская колонна в Царском Селе (1774—1778), а также построены путевой Чесменский дворец (1774—1777) и рядом с ним Чесменская церковь (Церковь Рождества святого Иоанна Предтечи, 1777—1780), ныне находящиеся в городской черте Санкт-Петербурга. В Большом Гатчинском дворце в 1790-е годы была оформлена парадная Чесменская галерея.
|                    |                    |                                               |
| Чесменский дворец  | Чесменская церковь | Чесменский зал                                |
|                    |                    |                                               |
| Чесменская колонна | Чесменский обелиск | Чесменская галерея (акварель Э. П. Гау, 1877) |

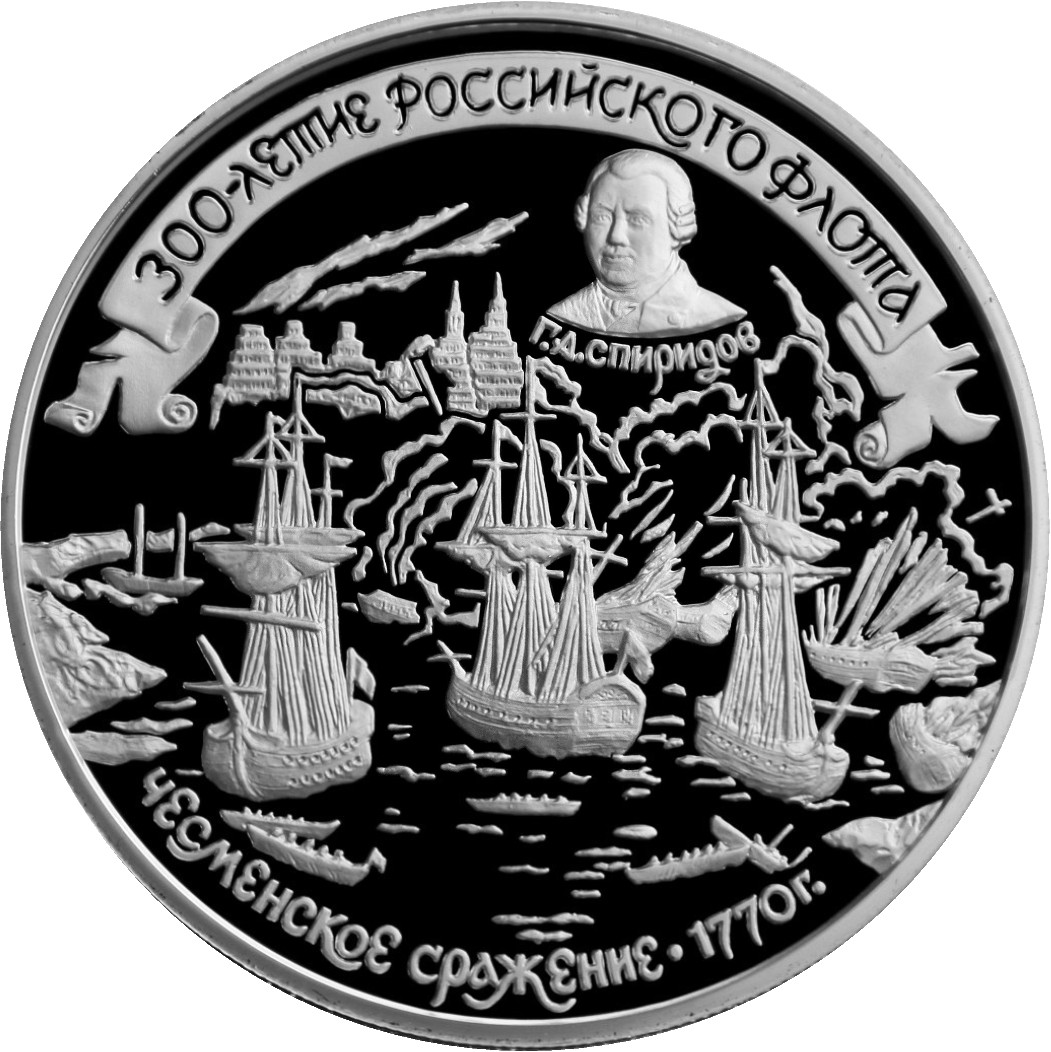
Серебряная монета в 25 руб. 1996 г. с изображением Чесменского сражения и адмирала Спиридова

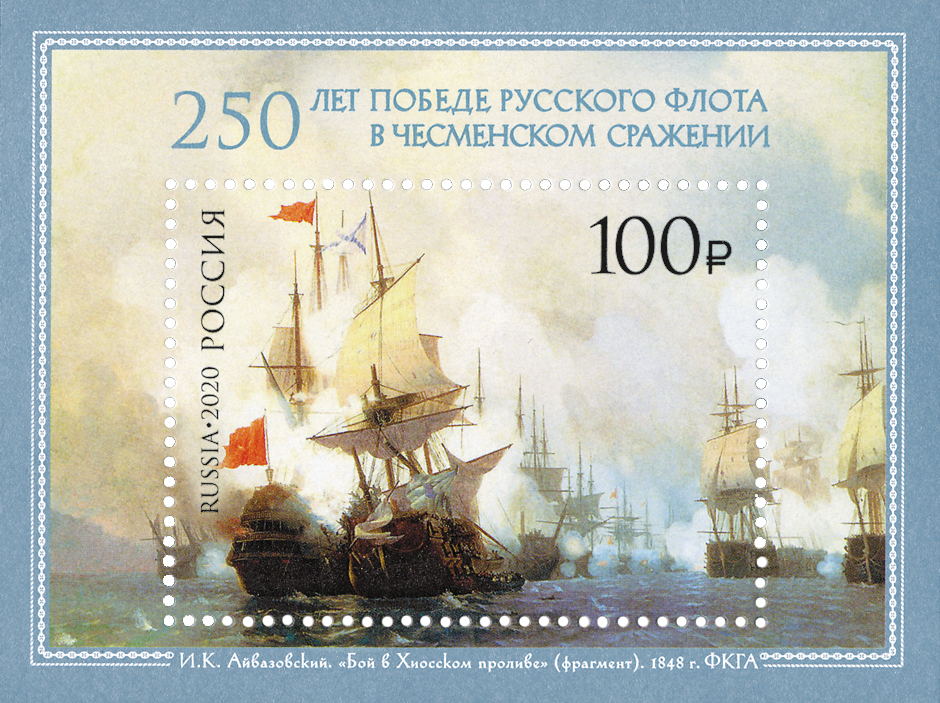
Почтовый блок 2020. 250 лет победе русского флота в Чесменском сражении

В память о Чесменской победе были отлиты золотые и серебряные медали. Медали были изготовлены по «указу её Императорского Величества Императрицы Екатерины Алексевны»: «Медаль эту жалуем мы всем находившимся на оном флоте во время сего Чесменского счастливого происшествия как морским, так и сухопутным нижним чинам и позволяем, чтобы они в память носили их на голубой ленте в петлице».
Граф Алексей Орлов получил право присоединить к фамилии наименование Чесменского.
Имя «Чесма» носил эскадренный броненосец российского военного флота (см. Чесма (броненосец)). По указу Николая II, Чесмой был назван населённый пункт, ныне село в Челябинской области (см. Чесма (село)).
Есть мыс Чесма в Анадырском заливе, назван в 1876 году экспедицией на клипере «Всадник».
В честь участвовавшего в сражении линейного корабля «Св. Евстафий» в 1805 году И. Ф. Крузенштерном был назван мыс Евстафия на острове Сахалин.
Одна из белых полос на отложном синем воротнике форменной одежды матросов и старшин ВМФ России символизирует победу в Чесменском сражении (две другие — в Гангутском и Синопском).

## День воинской славы России
В июле 2012 года президент России Владимир Путин подписал поправки в закон № 32-ФЗ «О днях воинской славы и памятных датах России», которые дополняют перечень дней воинской славы датой 7 июля — Днём победы русского флота над турецким флотом в Чесменском сражении.

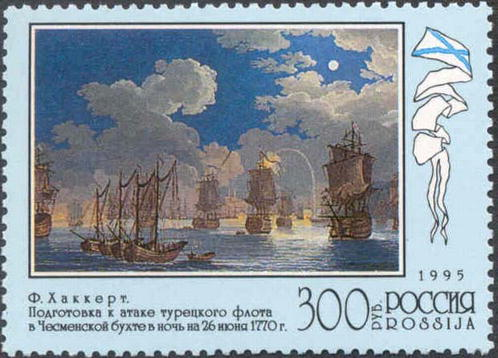
Почтовая марка России, 1995 год